# 东风10F型柴油机车
东风10F型柴油机车（DF10F）是中国铁路使用的一种电力传动柴油机车。该型机车是因应中国铁路主要干线客运提速的需要，由大连机车车辆厂于1996年研制成功的准高速柴油机车，适用于在繁忙干线上牵引最高速度达140公里/小时的快速旅客列车。东风10F型机车为双节重联的干线客运柴油机车，由两节结构相同的六轴机车固定联挂而成，动力装置采用由大连机车车辆厂研制的12V240ZJD型柴油机，柴油机装车功率为2×2,950马力（2,200千瓦），传动系统采用由TQFR-3000B型牵引发电机、ZD109B型牵引电动机、GTF-4720/1250型硅整流装置组成的交—直流电传动装置，走行部采用具有拉杆式轴箱定位装置和二系弹簧悬挂的转向架，牵引电动机采用滚动轴承抱轴半悬挂驱动方式。1998年，大连机车车辆厂又生产了四组经过改良的东风10F型专运机车。

## 发展历史

### 开发背景
1984年，大连机车车辆厂基于中国铁路发展重载运输的预期，开始研制用于重载货运的双节八轴柴油机车。1988年，大连机车车辆厂成功试制了第一组东风10型柴油机车，动力装置为12V240ZJC型柴油机，柴油机装车功率为2×2,660马力（1,985千瓦）。1991年至1992年间，东风10型柴油机车在以弯道多、曲线半径小、坡度大而著名的黔桂铁路上试用。运用实践显示，东风10型机车虽然具有良好的通过曲线性能，但由于该机车只有八轴而粘着重量只有184吨，机车功率和牵引力受机车粘着重量限制而不能充分发挥，而且在爬坡时也较容易发生轮对空转、坡停后的起动困难等问题。此外，东风10型机车在京沪铁路徐州北至南京东区段进行的5000吨重载牵引试验，也反映出列车起动加速阶段时间太长的问题，原因同样是粘着牵引力不足。
为了解决东风10型机车因粘着重量不足而限制轴功率发挥的缺点，大连机车车辆厂在东风10型、东风10D型机车的基础上，于1993年完成了东风10C型柴油机车的技术设计方案。东风10C型机车为双节十二轴干线客货运柴油机车，由两节Co-Co轴式的六轴机车连接而成，每节机车装用一台12V240ZJD型柴油机，柴油机装车功率为2×2,950马力（2,200千瓦），采用东风4C型机车的电传动装置。东风10C型机车可按不同的齿轮传动比和轴重配置而作为客运或货运机车使用。机车标准轴重为21吨，但可根据需要在19~23吨的范围内选择。根据技术计算，双节重联的东风10C型货运机车可牵引5000吨重载列车通过10.5‰的限制坡道；而客运机车则可以牵引20辆客车达到140公里/小时的速度。

### 研制过程
1994年初，中华人民共和国铁道部颁发了新的《铁路主要技术政策》（铁科技〔1993〕166号文），再次强调“大力提高列车重量”和“努力提高列车速度”的方针，要求实现“货运重载、客运提速”，提出在繁忙干线上通过改造线路设备和提高机车车辆技术，将旅客列车最高速度逐步提高到140～160公里/小时，旅客列车编组最大编组辆数达到20辆。1995年初，大连机车车辆厂根据中国铁路客运提速的需要，决定利用已有的东风10C型柴油机车的技术设计平台，自行立项研制东风10F型准高速客运柴油机车。1995年3月28日，大连机车车辆厂召开设计评审会议，对东风10F型机车的技术设计方案进行了审查。机车设计过程中实施了以计算机辅助设计（CAD），以及标准化和模块化部件为主的开发模式，使得机车设计进展十分迅速。同年8月，工厂完成了机车施工设计图纸，机车进入试制阶段。
1995年12月18日，时任中华人民共和国铁道部部长韩杼滨、副部长国林到工厂视察，要求加速开发东风10F型提速机车，强调“要达到160公里时速，准高速不能光靠一家生产，因为能力达不到。大连厂的东风10(F)型机车要快上，明年2月要拿出两节出来”。1995年12月27日，机车完成总装后开始进行轮对空转试验、多功能控制器试验、滚动轴承抱轴齿轮箱模拟试验、机车水阻试验等测试项目。为了进一步验证机车转向架的安全性能，机车完成水阻试验后又在大连内燃机车研究所的机车定置试验台上进行了160公里/小时及以下各种速度的模拟运转试验。1996年2月，第一组东风10F型机车以单节和双节重联状态，在沈大铁路大连至瓦房店间进行正线运行试验，牵引重量3500吨以下的货物列车共七次。1996年2月27日，东风10F型0001号机车竣工并通过出厂验收，机车从设计到落成仅用了10个月的时间。

### 试验考核
1996年4月1日至15日，东风10F型0001号机车赴铁道部科学研究院北京环形铁道试验基地，按有关标准进行了车体静刚度、垂向自振频率、轴重转移、机车阻力、动力学性能和单机制动性能等试验，最高试验速度达到170公里/小时。随后，大连机车车辆厂根据试验期间发现的一些问题，对正在制作中的第二组东风10F型机车作出了部分改良。1996年5月，第二组机车先后完成了单机运行试验、水阻试验和定置试验。1996年6月13日，东风10F型0002号机车出厂并通过验收。1996年5月23日至6月15日，两组东风10F型柴油机车交付北京铁路局北京内燃机务段投入运用考核，先后担当271/272次直通旅客快车和81/84次特快旅客列车在北京至山海关间的牵引任务（经由京秦铁路）。
为了对即将于1997年实施的中国铁路第一次大面积提速做好技术准备，铁道部于1996年先后在沪宁铁路、京秦铁路、沈山铁路、京广铁路等主要干线上进行多次较大规模的提速试验。1996年6月，经过提速改造工程后的京秦铁路进行旅客列车提速试验，东风10F型柴油机车和东风11型柴油机车参与了牵引试验，进行对京秦铁路线路平顺性、稳定性、安全性的综合评估。6月18日，东风10F型机车进行北京至北戴河间快速列车运行时间试验和部分动力学试验，牵引15节编组25B型中短途双层空调客车（总重901.4吨），北戴河至北京上行方向行车时间为2小时27分钟，北京至北戴河下行方向行车时间为2小时29分钟，全程277公里，因车辆限速最高试验速度为153公里/小时。6月19日，东风10F型0001号机车在京秦铁路北京至丰润间进行了线路动力学性能试验，牵引一辆动力学试验车和一辆轨道检查车，最高试验速度达到173.5公里/小时。

### 专运机车
自1970年代起，中华人民共和国铁道部专运处一直采用由联邦德国进口的NY6型液力传动柴油机车作为专运机车，担当党和国家领导人外出访问时专用列车的牵引任务。至1990年代，为了替代日渐老化且配件缺乏的NY6型机车、满足专运机车更新换代的需要，铁道部因而向大连机车车辆厂提出研制专运机车的要求。1995年12月18日，时任铁道部部长韩杼滨到大连机车车辆厂视察时指出，新型专运机车“原想走整机购进的道路，但每台车需750万美元，经济上难以承受，所以决定叫大连厂引进部分零部件自己制做，大连厂有实力做好”。1997年10月，铁道部决定采用国产机车取代进口专运机车，并向大连机车车辆厂下达了“高档客运机车”的研制任务，要求工厂在1998年内交付三组（六台）以东风10F型柴油机车为基础的专运机车。10月22日，铁道部在大连召开高档客运机车设计审查会议。同年11月底，大连机车车辆厂迅速完成了东风10F型专运机车的3000多张施工图纸。1998年初，铁道部决定将专运机车订购数量增加到四组（八台）。1998年2月，东风10F型专运机车开始投入试制，同时暂停了东风4D型客运机车车体的生产，以便将四组专运机车车体送入生产流水线。同年4月，八台专运机车的车体钢结构全部完工，第一组东风10F型专运机车开始总装。同年5月20日，第一台专运机车开始进行水阻试验。同年6月27日至28日，第一组东风10F型专运机车在沈大铁路进行正线牵引试验。1998年7月，东风10F型2001号专运机车正式出厂，并于同年内通过了3万公里运用考核，以及高温冷却性能试验和牵引性能试验。
1998年，大连机车车辆厂先后生产了共四组东风10F型专运机车，车号为2001～2004。专运机车的结构及性能与之前生产的东风10F型0001号、0002号机车基本相同，但在其基础上作出了多项改良以提高机车的可靠性，部分关键零部件采用了国外进口产品，司机室内设有SJ-94型通用式机车信号装置和LKJ-93型列车运行监控装置。车体外观上与一般的东风10F型机车略有差异，例如以大面积侧牆竖式百叶窗取代了原来的进风窗口，排障器亦改为使用与东风4D型机车相同的形式。东风10F型专运机车经过一段时间的考核，由于其故障率相对较高，未被铁道部专运处选为正式专运机车。

### 运用历史

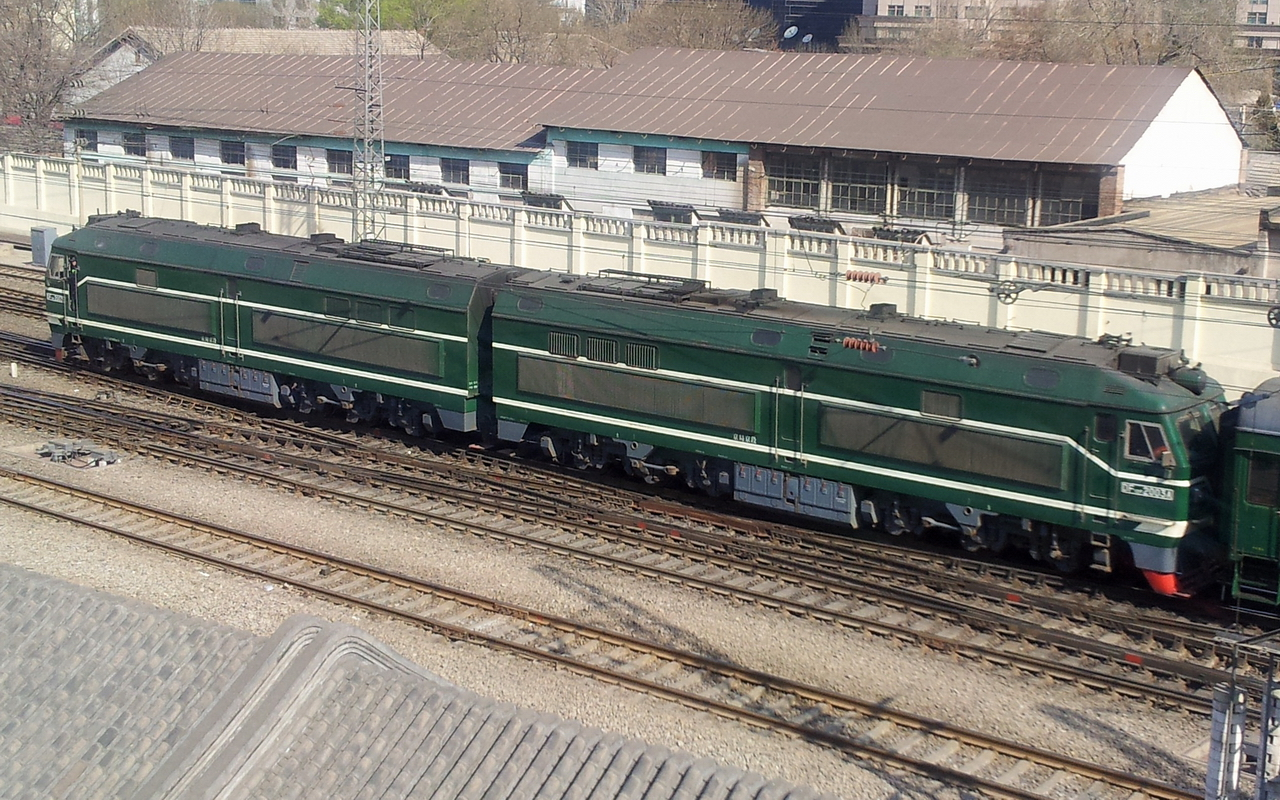
东风10F型2003号机车牵引旅客列车进入北京站（2012年）

1996年7月1日，来往北京至秦皇岛的“北戴河号”快速列车在京秦铁路投入商业运行，最高运行速度为140公里/小时。1996年8月2日，两组东风10F型柴油机车按铁道部机务局指示正式配属北京内燃机务段，与东风11型机车共同担当“北戴河号”快速列车、京秦线旅游列车、京沪线快速列车的牵引任务。1998年10月，四组东风10F型专运机车亦配属北京内燃机务段。
2001年，六组东风10F型机车陆续转配属北京西机务段，投入京九铁路运用，担当北京西至聊城、衡水、阜阳区段的快速旅客列车牵引任务。2005年3月，铁道部决定实施铁路局直接管理站段的体制改革，北京西机务段与北京内燃机务段合并，改称北京机务段，东风10F型机车随之改配属为北京机务段北京西运用车间。2006年8月，北京西运用车间陆续向北京运用车间调出东风10F型机车，投入京原铁路及同蒲铁路运用，替换该线原本使用的北京型专运机车，担当北京西至太原间的直通客运交路，包括N201/202次快速列车（北京西—太原）、N203/204次快速列车（北京西—运城），北京机务段北京运用车间及太原机务段灵丘运用车间的司机在灵丘站继乘。此外，还曾经牵引过京原线上的6437/6438次普通旅客列车（北京西—涞源）。2007年4月18日起，1163/1164次普快列车（北京西—韩城）改经京原线及同蒲线运行，东风10F型机车亦常见于在京原铁路牵引该次列车。
2012年，东风10F型0001号及0002号机车先后停止运用，分别封存于天津机务段和北京机务段，而余下的东风10F型2001～2004号机车则主要用于牵引北京周边的管内慢车，例如北京西至燕山（良各庄）的6457/6458次、北京至衡水的6439/6440次、北京至天津的6451/6452次普通旅客列车等。2014年4月，东风10F型0001号、0002号两组机车分别于天津机务段和北京机务段报废拆解。2014年12月10日起，中国铁路总公司实行新的列车运行图，东风10F型2001～2004号机车全部停用，封存于北京铁路局石家庄机务段保定运用车间，6451/6452次普通旅客列车改由北京机务段的东风11型柴油机车牵引。2015年12月，东风10F型2001～2004号机车在保定报废拆解。

## 技术特点

### 总体布置
东风10F型机车是干线客运用的双节重联十二轴柴油机车，由两节结构相同的单司机室六轴机车联挂而成，分别为A节和B节机车。机车乘务员在本务机车上可同时操纵两节机车，两车之间有橡胶风挡和通过台。机车既可双节重联使用，也可单节独立使用。机车标称功率为2×2,450马力（1,800千瓦），构造速度为160公里/小时，运转整备重量为2×120吨。东风10F型机车采用单司机室、内走廊式、全钢焊接结构的框架式侧墙承载车体，车体由左右侧壁、底架、车顶、内部隔墙、后端墙、司机室等部分焊接在一起，车体主要骨架采用16Mn低合金钢材。车体长度为17,500毫米，车钩中心线间距为2×18,200毫米，车体宽度为3,308毫米，车体高度为4,563毫米。每节机车的车体底架下部两台转向架之间，吊挂着一个容量为5,000升的燃油箱，燃油箱两侧设有铅酸蓄电池组。
机车从前到后分别为司机室、电气室、传动室、动力室、冷却辅助室五个部分，其中电气室、传动室、动力室和冷却室顶部均设计成活动顶盖，以便拆装车内部件。司机室内机车运行方向的左侧设有司机操纵台、空气制动机的自动制动阀和单独制动阀等，右侧设有副司机座席及工具箱；司机室还设有空调、电冰箱和电热吹风机。电气室内设有电气控制柜和电阻制动柜。传动室内上部设有主硅整流柜、励磁整流柜和行车安全设备等，下部设有由启动变速箱驱动的起动发电机、励磁机、测速发电机、前转向架牵引电动机通风机、空气制动机阀类等辅助设备。位于机车中部的动力室内安装了一套柴油发电机组，并设有车体通风机、空气滤清器、燃油滤清器、燃油输送泵、机油滤清器、机油热交换器、膨胀水箱等辅助设备。
冷却室设有冷却水系统和散热装置，冷却室顶部装有V型结构的扁管肋片式铜散热器，以及两个直径为1,400毫米的轴流式冷却风扇，冷却风扇由静液压马达传动。机车设有两套独立的循环冷却水系统，分别为冷却柴油机的高温冷却水系统（12个散热器单节），以及冷却增压空气、机油、静液压传动油的低温冷却水系统（26个散热器单节）。散热器下方设有静液压变速箱、后转向架牵引电动机通风机、空气压缩机等，机车尾端设有预热锅炉及总风缸。空气制动装置沿用了东风10型机车的JZ-7型空气制动机。停车制动早期采用单元制动器上的储能式弹簧停车装置，后来将其取消并改装传统的手制动装置。

### 柴油机
东风10F型机车装用一台由大连机车车辆工厂制造的12V240ZJD型柴油机，为240/275系列柴油机产品之一。该型柴油机是在16V240ZJD型柴油机基础上发展而成12气缸机型，吸收了大连机车车辆厂与英国里卡多公司的技术合作成果，并应用了部分为16V240ZJE型柴油机改良的零部件，此前亦曾经被装用于东风10D型柴油机车。相比16V240ZJD型柴油机除了气缸数量减少之外，12V240ZJD型柴油机的高度和宽度亦有所缩减，以便适应机车重量限制的要求。该型柴油机后来亦被东风10DD型柴油机车所采用。
12V240ZJD型柴油机是一款12气缸、四冲程、V型结构、直接喷射、废气涡轮增压、增压空气中间冷却的中速柴油机。气缸内径为240毫米，活塞行程为275毫米，气缸V形夹角为50°，额定转速为每分钟1000转，最低空载转速为每分钟430转，平均有效压力为1.819兆帕，UIC标定功率为3,200马力（2,400千瓦），装车功率为2,950马力（2,200千瓦），额定满功率运转时的燃油消耗量为153克/有效马力·小时（208克/有效千瓦·小时）。柴油机采用钢制铸焊结构机体、组合式钢顶铝裙活塞、稀土合金球墨铸铁曲轴、合金锻钢并列连杆。部分零部件选用了外国产品，包括瑞士ABB公司的VTC214-13型增压器、英国布赖斯·伯杰公司（Bryce Berger）的喷油泵和喷油器等。
柴油机空气滤清器采用与东风4C型机车相同的三级空气滤清系统，第一级为波纹状滤网，第二级为离心式旋风惯性过滤器，第三级为金属骨架纸质滤芯过滤器。为了方便对动力装置的检修，机车除了在司机室设有侧门外，在动力室的两侧也设有一对侧门。 柴油机采用C3X型调速器和无级调速装置，通过控制联合调节器配速机构上的步进电机，实现对柴油机的有档无级调速控制。柴油机由ZQF-80型起动发电机起动，其电源由蓄电池供给。柴油机完成起动后，启动发电机由直流串励电动机变为直流他励发电机，并通过电压调整器输出110伏特直流电，作为辅助发电机使用，用来给蓄电池充电并和向辅助电路及控制电路供电。

### 传动系统
东风10F型机车采用交—直流电传动装置，柴油机通过弹性联轴器直接驱动一台三相交流同步牵引发电机，通过硅整流装置把牵引发电机发出的三相交流电整流为直流电，再将电能输送给两台转向架上的六台并联连接的直流牵引电动机，通过传动齿轮驱动轮对。
牵引发电机采用永济电机厂制造的TQFR-3000B型三相交流同步发电机，额定容量为2570千伏安，额定电压为386／606伏特，额定电流为3840／2444安倍，额定转速为每分钟1000转，定子及转子绝缘等级均为F级，冷却方式为径向自通风式，主发电机净重为5100公斤。牵引发电机由一台GQL-45型三相感应子交流发电机励磁，励磁机由柴油机通过启动变速箱驱动，其发出的交流电经励磁整流器转换为直流电后，给发电机的转子励磁绕组励磁。牵引发电机发出的三相交流电由硅整流装置转换成直流电，每节机车上都设有一组GTF-4720/1250型硅整流装置，采用由风冷式硅二极管元件组成的三相桥式全波整流电路，硅整流装置有六个串联的整流桥臂，每一桥臂有三个并联的ZP2500-28型整流二极管，每节机车共有18个整流二极管元件。硅整流装置的最大直流输出电压为1250伏，额定直流输出电流为5070安培。 
东风10F型机车采用永济电机厂制造的ZD109B型四极直流串励牵引电动机。该型电动机实质上是滚动抱轴承版本的ZD109A型牵引电动机（用于东风4E型柴油机车），两者的电气参数和制造工艺基本相同，同样吸收了在引进ND5型柴油机车时通用电气向永济电机厂转让的牵引电动机制造技术，例如压型焊接机座、定子整体压型线圈等，从而提高了额定电流和额定转矩，大幅改善了机车持续牵引特性和恒功率范围。ZD109B型牵引电动机的额定功率为530千瓦，额定电压为670伏，额定电流为845安培，额定转速为每分钟770转，最高转速为每分钟2,385转，定子及电枢绝缘等级均为H级，冷却方式为强迫通风。为了扩大机车的的恒功率调速范围，还可以对牵引电动机进行一级磁场削弱，磁场削弱率为54%。
每节机车设有两台电阻制动装置。在电阻制动工况时牵引电动机变为他励直流发电机工作，其激磁绕组全部串联由牵引发电机经硅整流柜供电，并由电阻制动控制箱通过控制励磁机的励磁，从而间接控制牵引发电机输出给牵引电动机的励磁电流；牵引电动机发出的电流输入到车上两个电阻制动柜，将电能通过电阻器转化为热能消耗掉。

### 控制系统
东风10F型机车的控制系统是在东风4C型机车所采用的无级调速和励磁调节器基础上改进而成，机车安装了微机控制的LTD型励磁调节器和MFC-3型多功能控制器。LTD型励磁调节器以英特尔MSC-51单片机为核心，可使柴油机在每分钟430～1000转范围内保持恒功率调节，并可自动控制机车起动电流增长率和恒制动功率。MFC-3型多功能控制器集合了柴油机调速器无级调节、辅助发电机电压控制、磁场削弱控制三种功能于一体，使柴油机在转速控制上实现了有档无级控制，牵引工况和电阻制动工况各有八个挡位。

### 转向架
机车轴式为2×（Co-Co），每节机车的走行部为两台相同的无导框式三轴转向架。除了牵引电动机悬挂方式有所不同外，其结构大致沿用了东风4系列机车三轴转向架的传统设计。转向架采用钢板组焊成封闭式箱形结构的“目”字形构架，由箱形截面的两根侧梁、两根横梁、前后端梁组焊而成，并分别焊有旁承座、拉杆座、外侧弹簧座、牵引拐臂座、电机吊杆座、水平杠杆座、横向止挡、制动座、制动缸座及砂箱座等。轮对轴箱内装有四列圆柱滚子轴承，轴箱定位装置采用拉杆式弹性定位结构，依靠装有橡胶关节元件的轴箱拉杆来实现轴箱的横向和纵向定位。转向架采用四点支承的旁承装置，车体全部重量通过八个旁承由两台转向架支承。此外，转向架与车体间还设有弹性侧挡装置，使转向架进出曲线时能够相对与车体进行回转运动。弹簧悬挂装置分为一系和二系悬挂两部分，一系悬挂为轴箱与构架之间的轴箱圆弹簧和橡胶垫，并在1、3、4、6轴装有并列的垂向液压减震器；二系悬挂为转向架构架与车体之间的旁承橡胶堆，另外还设有横向液压减震器。牵引力和制动力通过低位平行四杆牵引杆机构传递，牵引点高度距离轨面725毫米。
为了满足机车高速运行时动力学性能要求，东风10F型机车是中国国内首次使用牵引电动机滚动轴承抱轴半悬挂结构的准高速机车，取代了过往东风4系列机车一直使用的滑动轴承抱轴悬挂，而结构上亦较轮对空心轴全悬挂简单得多。牵引电动机滚动轴承抱轴半悬挂，即牵引电动机的一侧通过滚动轴承刚性地支承在车轴上，另一侧通过弹性元件（橡胶垫）和吊杆悬挂在转向架构架上；牵引电动机采用顺置方式，即电动机都放在车轴的同一侧，有利于减少轴重转移。牵引齿轮传动比为2.83。基础制动方式为带闸瓦间隙自动调节器的单元制动装置、单侧双闸瓦踏面制动，并采用由铁道部科学研究院研制的粉末冶金闸瓦。

## 衍生车型

### 东风4D型
1996年9月，中国铁道部决定自1997年4月1日起实施中国铁路第一次大提速，指示大连机车车辆厂立即开发研制用于提速客运的东风4D型柴油机车。东风4D型柴油机车是在东风4C型柴油机车的基础上，结合了东风6型和东风10F型柴油机车上的成熟技术，设计开发而成的交—直流电传动干线客运机车。机车装用一台由大连机车车辆厂与英国里卡多公司合作研制的16V240ZJD型柴油机，标定功率为4400马力（3240千瓦），装车功率为4000马力（2940千瓦）。传动系统采用TQFR-3000E型同步牵引发电机和ZD109B型直流牵引电动机，牵引电动机采用与东风10F型机车相同的滚动轴承抱轴半悬挂驱动方式，机车最高速度为145公里/小时。按机车牵引1100吨的20节大编组旅客列车计算，在平直线路运行的最高平衡速度可以达到132公里/小时。1996年12月15日，首台东风4D型提速客运机车在大连机车车辆厂落成，从下达任务到原型车出厂仅用了三个月时间。1997年，大连机车车辆厂开始批量生产东风4D型提速客运机车，到2003年停产为止累计生产了575台，成为中国铁路前四次铁路大提速的主型客运机车之一。

### 东风10FI型
2000年11月，大连机车车辆厂获得了向伊拉克提供30台电力传动柴油机车及相关配件的订单。2001年8月，伊拉克方面又追加了20台柴油机车的订单。为此，大连机车车辆厂在东风10F型柴油机车的基础上，为伊拉克研制了东风10FI型柴油机车。该型机车是客货运通用的电力传动柴油机车，机车装用一台12V240ZJD型柴油机，装车功率为2,500马力（1,840千瓦），传动系统采用TQFR-3000E型牵引发电机和ZD109B型牵引电动机，构造速度为160公里/小时。机车设计考虑到伊拉克当地炎热及大风沙的气候环境，因此在空气滤清系统和冷却装置方面亦采取了相应的措施。全部50台东风10FI型柴油机车于2002年上半年竣工，并先后分三批装船运往伊拉克，交付伊拉克共和国铁路投入运用。

### 普天号动力车
1999年，铁道部科教司设立研制摆式内燃动车组的科研项目，并由唐山机车车辆厂、大连机车车辆厂、南京浦镇车辆厂、株洲电力机车研究所等联合研制。柴油动车组采用动力集中式的2M6T编组，最高运行速度为160公里/小时。两台动力车由大连机车车辆厂负责研制，其设计以东风10F型柴油机车作为基础，根据动车组的使用要求重新设计。动力来源为采用电子燃油喷射技术的12V240ZJD-2型柴油机，传动系统采用JF210E型牵引发电机和ZD106A型牵引电动机，牵引电动机采用轮对空心轴驱动方式，转向架采用A1A-A1A轴式。2003年4月，铁道部将这列摆式内燃动车组命名为普天号。同年5月，两台动力车在大连机车车辆厂落成。然而，在刘志军接替傅志寰出任铁道部部长后，中国铁路发展政策发生重大改变，普天号列车于2004年初在唐山完成编组试验后即被封存。

## 参看
- 中国铁路大提速
- 240/275系列柴油机
- 东风4D型柴油机车
- 东风10型柴油机车
- 东风10D型柴油机车
- 东风10FI型柴油机车
- 东风11Z型柴油机车
- 东风11G型柴油机车